# Piedade (Sao Tomé-et-Principe)
Pour les articles homonymes, voir Piedade.
Piedade est une localité de Sao Tomé-et-Principe située au nord-est de l'île de São Tomé, dans le district de Mé-Zóchi.

## Population
Lors du recensement de 2012, 1 408 habitants y ont été dénombrés.